# In a Silent Way
In a Silent Way je studiové album amerického jazzového trumpetisty Milese Davise. Jeho nahrávání probíhalo v únoru 1969 v Columbia Studio B v New Yorku. Album pak vyšlo v červenci 1969 u vydavatelství Columbia Records. Jeho producentem byl Teo Macero.

## Seznam skladeb
Strana 1 (LP)
1. „Shhh / Peaceful“ (Miles Davis) – 18:16
  1. „Shhh“ – 6:14
  2. „Peaceful“ – 5:42
  3. „Shhh“ – 6:20

Strana 2 (LP)
1. „In a Silent Way / It's About That Time“ (Joe Zawinul, Miles Davis) – 19:52
  1. „In a Silent Way“ (Joe Zawinul) – 4:11
  2. „It's About That Time“ (Joe Zawinul, Miles Davis) – 11:27
  3. „In a Silent Way“ (Joe Zawinul) – 4:14

## Obsazení
- Miles Davis – trubka
- Wayne Shorter – sopránsaxofon
- John McLaughlin – elektrická kytara
- Chick Corea – elektrické piano
- Herbie Hancock – elektrické piano
- Joe Zawinul – varhany
- Dave Holland – kontrabas
- Tony Williams – bicí